# Флаг Импилахтинского сельского поселения
Флаг муниципального образования «Импилахтинское сельское поселение» Питкярантского района Республики Карелия — это опознавательно-правовой знак, служащий официальным символом муниципального образования. Флаг утверждён Решением Совета Импилахтинского сельского поселения №102 от 26 мая 2016 года.

## Описание
Прямоугольное полотнище с отношением ширины флага к длине — 2:3, воспроизводящее композицию герба Импилахтинского сельского поселения в красном, синем, и белом цветах.

## Символика
Символы флага имеют такие же значения, что и символы герба Импилахтинского сельского поселения.
Дева, стоящая в лодке олицетворяет местные легенды, в том числе Калевальского цикла о деве Импи. Кроме того, это и напоминание о топонимике поселения и гидрониме — названии залива.
- Лазурь (синий, голубой) — символ красоты, любви, мира, возвышенных устремлений. Просторы Ладожского озера.
- Червлень (красный) — символ труда, жизнеутверждающей силы, мужества, самоотверженности, праздника, красоты, солнца и тепла. Кителя Червлень, с одной стороны, олицетворяет топоним Кителя — «место, где есть кристаллы». Возможно, так, «китиля киви», карелы называли округлые темно-красные камешки-самоцветы, которые в большом количестве встречались на полях и в скалах. В первой половине XVI века жители Кителя платили кительскими самоцветами — дань Москве. После окончания Северной войны в XVIII веке, кительские «рубины» были определены специалистами как обыкновенные гранаты, которые за характерный фиалковый оттенок называли тогда «венисами».

Разделение поля на червлень (красный) и лазурь напоминает о том, что некогда (XIX век) Импилахтинские земли (“Имбилакской кирхшпиль”, Кительская церковь) входили в состав Выборгской губернии, Южно-Кексгольмский уезд. А как известно, гербы Выборгской губернии и Кексгольма пересечены именно так. Кроме того, червлень — месторождения красного гранита.
- Серебро — символ чистоты и искренности (в местных легендах Импи — «чистая душой дева»).

Корона установленного образца — статусный элемент, символизирующий ранг муниципального образования как сельского поселения.

## Авторы флага
Флаг был разработан и создан авторским коллективом в следующем составе:
- Константин Михайлович Башкиров
- Виктория Валерьевна Карпунина
- Светлана Юрьевна Штейнбах